# Serhij Matwjejew
Serhij Leonidowytsch Matwjejew (ukrainisch Сергій Леонідович Матвєєв, auch Sergey Matveev oder Serhiy Matvieiev; * 29. Januar 1975 in Myroniwka, Oblast Kiew) ist ein ehemaliger ukrainischer Radrennfahrer und heutiger Sportlicher Leiter.

## Sportliche Laufbahn
1998 wurde Serhij Matwjejew gemeinsam mit Oleksandr Symonenko, Oleksandr Fedenko und Ruslan Pidhornyj Weltmeister in der Mannschaftsverfolgung.
2001 wurde Matwjejew Profi. Zweimal errang er einen nationalen Titel, 1999 im Straßenrennen und 2003 im Einzelzeitfahren. 2004 und 2005 gewann er das als Zeitfahren ausgetragene Eintagesrennen Firenze–Pistoia. In der Saison 2006 gewann er das Zeitfahren der Tour de Langkawi.
Dreimal – 1996, 2000 und 2004 – startete Matwjejew bei Olympischen Spielen, in der Einer- und Mannschaftsverfolgung auf der Bahn sowie im Einzelzeitfahren  auf der Straße. 2000 in Sydney errang er gemeinsam mit dem ukrainischen Bahnvierer (Oleksandr Fedenko, Oleksandr Symonenko und Serhij Tschernjawskyj) die Silbermedaille in der Mannschaftsverfolgung.
Ende der Saison 2009 beendete er seine Karriere.

## Berufliches
2010 war Matwjejew Sportlicher Leiter beim ISD Continental Team.

## Erfolge

### Bahn
1998
- Weltmeister – Mannschaftsverfolgung (mit Oleksandr Symonenko, Oleksandr Fedenko und Ruslan Pidhornyj)

2000
- Olympische Sommerspiele – Mannschaftsverfolgung (mit Oleksandr Fedenko, Oleksandr Symonenko und Serhij Tschernjawskyj)

### Straße
1999
- Ukrainischer Meister – Straßenrennen

2003
- Ukrainischer Meister – Zeitfahren

2004
- Firenze–Pistoia

2005
- Firenze–Pistoia

2006
- eine Etappe Tour de Langkawi

2007
- Grand Prix de Rennes

## Teams
- 2000 Ceramiche Panaria-Gaerne (Stagiaire)
- 2001–2003 Ceramiche Panaria-Fiordo
- 2004 Ceramiche Panaria-Margres
- 2005–2007 Ceramiche Panaria-Navigare
- 2008 Cinelli-OPD
- 2009 ISD-Neri